# Subprefeitura da Vila Maria/Vila Guilherme
A Subprefeitura da Vila Maria/Vila Guilherme  é uma das 32 subprefeituras da cidade de São Paulo, sendo regida pela Lei nº 13.999 de 1º de agosto de 2002.
É composta por três distritos: Vila Maria, Vila Guilherme e Vila Medeiros, que somados representam uma área de 26,4 km², habitada por mais de 302 mil pessoas.

## História
A região foi inicialmente ocupada pelos portugueses no século XX, através de inúmeros conflitos e desentendimentos por parte da população local. O lote da Vila Maria só foi fundado em 1917, com o auxílio da Companhia Paulistana de Terrenos. Tal nome foi dado ao distrito em homenagem à esposa de um antigo proprietário de terra da região.
A primeira ponte do local foi construída em 1918. Porém, a utilização de barco como meio de transporte ainda era de maior uso pelo fato da região ser afetada por inundações constantes devido a proximidade com o Rio Tietê. Nessa mesma época, dois distritos começaram a desenvolver aos arredores, entre eles está Vila Guilherme e Vila Medeiros, ambos se anexaram a Vila Maria posteriormente.
A imigração de portugueses na região foi de grande intensidade por mais de 40 anos, fato que resultou na grande influência da cultura portuguesa no local.  Um dos costumes tradicionais desses imigrantes que se desenvolveu rapidamente no distrito foi o do trote a cavalo. Iniciado com os portugueses, a Sociedade do Trote foi criada em 1944 com a ajuda de imigrantes italianos. Com o passar dos anos a apreciação do trote foi perdendo força até que sua degradação inevitável concretizou o futuro do espaço em que os trotes ocorriam, o qual se transformou em uma grande área verde para acrescentar no lazer da população regional atual.
Atualmente a região da Vila Maria é composta não apenas por portugueses, mas sim por uma vasta variedade de etnias, indo de pequenas conjuntos húngaros até imigrantes do norte, nordeste e da Bolívia . 

## Competências
A Subprefeitura da Vila Maria/Vila Guilherme, regida pela lei nº 13.999/02, tem como suas principais competências: instituir mecanismos de democratização à gestão pública, fortalecer formas participativas em âmbito regional, induzir o desenvolvimento local, implementar políticas levando em conta o interesse público e facilitar o acesso e transparência dos serviços públicos, tornando-os mais próximos a população.
A tomada de decisões, direção, gestão e o controle dos assuntos municipais em âmbito local é tida pelo subprefeito, atualmente Dário José Barreto.